# Przedlesie
Przedlesie – wieś w zachodniej Polsce, położona w województwie wielkopolskim, w powiecie międzychodzkim, w gminie Międzychód.
| SIMC    | Nazwa      | Rodzaj                 |
| ------- | ---------- | ---------------------- |
| 0183800 | Międzychód | osada leśna            |
| 0183791 | Puszcza    | przysiółek, do 2024 r. |

Nazwę wsi ustalono urzędowo 1 stycznia 2011 r.